# 황병길
황병길(黃炳吉, 1885년 음력 4월 15일 함경북도 경원 ~ 1920년 6월 1일)은 한국의 독립 운동가이다.
러일 전쟁 이후 러시아의 시베리아로 망명하여 이범윤의 사포대(射砲隊)에 가입했다가, 최재형, 안중근이 조직한 의병대 소속으로 함북의 국경 지대에서 항일 무장 투쟁을 벌였다. 그는 이때 경원의 신아산에서 일본군 여럿을 혼자 사살하면서 “훈춘(琿春) 호랑이”라는 별명도 얻었다.
1919년 3·1 운동에는 훈춘 지역의 만세 시위를 조직하여 참가하였고, 혼춘 대한국민회(회장 이명순), 건국회, 북로군정서(총재 서일)에 가담하고 이광택과 함께 한민회(韓民會)를 결성하는 등 훈춘 지역의 대표적인 독립 운동가로 활약했다. 일본군은 그를 체포하기 위해 많은 노력을 기울였고, 쫓기며 도피 생활을 하던 그는 병을 얻어 36세의 나이로 사망했다.
1963년 건국훈장 독립장이 추서되었다. 부인인 김숙경도 건국훈장을 받은 독립 운동가이다.

## 참고자료
- 대한민국 국가보훈처, 이 달의 독립 운동가 상세자료 - 황병길, 1993년